# Plexippus wesolowskae
Plexippus wesolowskae is een spinnensoort uit de familie van de springspinnen (Salticidae).
De wetenschappelijke naam van de soort werd in 1998 gepubliceerd door Vivekanand Biswas & Dinendra Raychaudhuri.